# Finale di European Rugby Champions Cup 2017-2018
La finale di European Rugby Champions Cup 2017-18 fu la gara di assegnazione del titolo di campione della 23ª edizione della massima competizione europea per club di rugby a 15.
Si tenne il 12 maggio 2018 allo stadio di San Mamés a Bilbao tra la francese Racing 92 e l'irlandese Leinster, che si aggiudicò l'incontro 15-12 e si impose per la quarta volta campione d'Europa.

## Il percorso dei club finalisti

### Leinster
Percorso netto quello di Leinster, qualificatosi ai play-off con una gara d'anticipo dopo avere battuto nell'ordine Montpellier in casa 24-17, Glasgow Warriors in Scozia 34-18 ed Exeter nel doppio confronto a seguire 18-8 in Inghilterra e 22-17 in casa e, infine, di nuovo Glasgow 55-19, vittoria che oltre alla qualificazione consegnò ai dublinesi la certezza del primo posto in classifica e l'entrata ai quarti tra le migliori del seeding.
Il successivo 23-14 inflitto in Francia al Montpellier valse a Leinster il passaggio come miglior quartifinalista in assoluto.
Nel proprio quarto di finale Leinster ebbe la meglio sui campioni uscenti del Saracens dopo un primo tempo equilibrato chiuso con un solo punto di differenza a favore degli irlandesi, 13-12; 17 punti nella ripresa, contro una sola meta dei Sarries, segnarono il solco che diede a Leinster la vittoria 30-19; più netta la vittoria in semifinale sulla formazione gallese degli Scarlets, battuta 38-16 e capace solo di andare in meta a tempo quasi scaduto quando Leinster era ormai avanti di 29 punti.

### Racing 92
Più combattuto il cammino del club parigino, che conquistò la qualificazione in rimonta e solo all'ultima giornata: dopo aver battuto 22-18 all'esordio l'inglese Leicester infatti, subì due rovesci esterni, contro Munster per 7-14 e nel derby francese contro Castres 13-16; quest'ultima sconfitta fu la prima delle due essere riscattata al ritorno a Parigi per 29-7, cui fece seguito il 34-30 inflitto alla franchigia irlandese capolista del girone.
La vittoria all'ultima giornata per 23-20 a Leicester garantì al Racing la qualificazione, sebbene al secondo posto e come penultima delle ammesse ai play-off.
Derby anche nei quarti a Clermont-Ferrand contro la seconda miglior qualificata del seeding; nonostante la partita contro un'avversaria meglio piazzata e con il vantaggio dello stadio Michelin, il club parigino si impose 28-17 con un parziale di 14-3 nel secondo tempo contro gli alverniati.
Rocambolesca, invece, la semifinale di Bordeaux contro Munster, già affrontata due volte nella fase a gironi: il Racing, vincitore 27-22, pareva avere acquisito un'agevole qualificazione dopo metà gara, in quanto in vantaggio 27-3 al secondo minuto della ripresa; il ritorno irlandese, con tre mete due delle quali trasformate, riaprì solo in parte la partita perché l'ultima marcatura di Munster giunse al fischio finale quando ormai era troppo tardi per tentare una rimonta.

## La finale
La finale, affidata all'arbitro inglese Wayne Barnes, si tenne al San Mamés di Bilbao, in Spagna, primo Paese non partecipante alla Champions Cup ad ospitarne la gara per il titolo.
La partita si caratterizzò per l'assoluto equilibrio e la mancanza di mete: tutti i punti provennero da calci tra i pali.
Nel primo tempo, ai due piazzati di Iribaren per il Racing fecero da contraltare quelli di Sexton che pareggiò i conti e mandò le squadre all'intervallo sul 6-6; nei primi dieci minuti della ripresa ancora Iribaren e Sexton marcavano per il 9-9; ancora Iribaren a dieci minuti dalla fine realizzò il 12-9 ma il capitano Isa Nacewa pareggiava poco dopo; a due minuti dal fischio finale fu ancora Nacewa a marcare i punti finali con cui Leinster si aggiudicò l'incontro e la sua quarta Coppa; il suo tecnico Leo Cullen divenne il primo a vincere il trofeo sia da giocatore che da allenatore.
Con tale vittoria Leinster raggiunse Tolosa in testa al palmarès.
L'irlandese James Ryan fu premiato come miglior giocatore della finale.

## Tabellino dell'incontro
| Arbitro: | Wayne Barnes |

| |              | |
| Sexton 16’, 38’, 53’ Nacewa 73’, 78’ | c.p.         | 3’, 21’, 44’, 70’ Iribaren |
| · Kearney · Larmour · Ringrose · Henshaw · Nacewa · Sexton · 61’ L. McGrath · 61’ Murphy · Leavy · Fardy · Ryan · Toner · 66’ Furlong · 61’ Cronin · 54’ Healy | Formazioni   | · Dupichot 29’ 39’ · Thomas · Vakatawa · Chavancy · Andreu · Lambie 2’ · Iribaren · Nyanga · Le Roux 68’ · Lauret · Nakarawa · Ryan · Gomes Sa 54’ · Chat 45’ 54’ 58’ · Ben Arous 54’ |
| · 61’ Tracy · 54’ J. McGrath · 66’ Porter · Ruddock · 61’ Conan · 61’ Gibson-Park · Carbery · O'Loughlin                                                       | Sostituzioni | · Avei 45’ 54’ 58’ · Kakovin 54’ · Johnston 54’ · Palu · Chouzenoux 68’ · Gibert · Tales 2’ · Rokocoko 29’ 39’                                                                        |
| Leo Cullen | Allenatori   | Laurent Travers |